# Große Lesegesellschaft

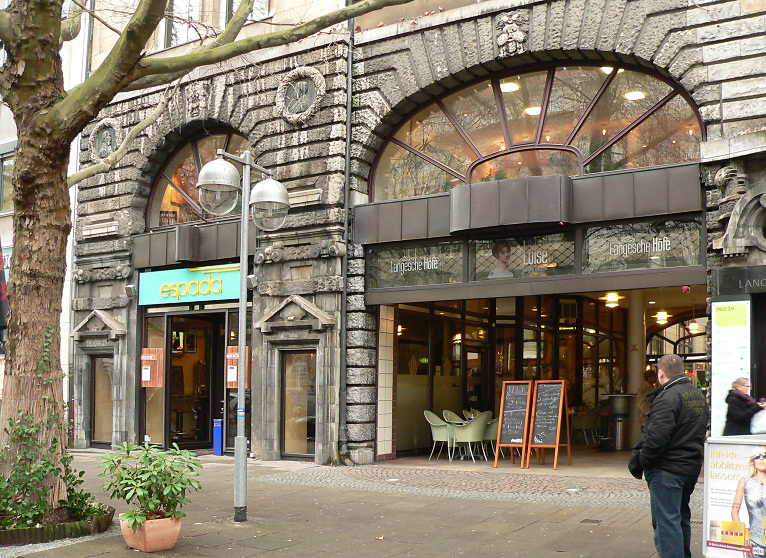
Im Haus Theaterstraße 14 der Langeschen Stiftung bezog die Museumsgesellschaft 1900 eine luxuriös ausgestaltete Etage

Die Große Lesegesellschaft, auch: Das Museum und Museums-Club genannt, war die bedeutendste von mehreren Lesegesellschaften in der vormaligen Residenzstadt Hannover. Sie wurde als Reaktion auf die Aufklärung und die Französische Revolution von 6 städtischen Honoratioren, darunter der hannoversche Hofrat Georg Friedrich Brandes, am 20. Oktober 1799 gegründet. Ziel der Gesellschaft war es, anstelle der insbesondere von Brandes heftig kritisierten sogenannten Literarischen Gesellschaften nunmehr „Freunde der Literatur einander näherzubringen und gesellschaftliche Kontakte zu pflegen.“

## Geschichte
Vor allem in den ersten Jahren bauten die Mitglieder der Großen Lesegesellschaft systematisch eine eigene „Societätsbibliothek“ auf.
1817 kam es zu einer internen Aufspaltung in die „Lesegesellschaft mit Bibliothek“ sowie die „Museumsgesellschaft“, die sich als eher als Gesellschaftsclub für gehobene Kreise gerierte.
1886 löste sich die „Lesegesellschaft mit Bibliothek“ auf, die Bibliothek wurde in die Ratsbibliothek überführt, die später wiederum in der Stadtbibliothek Hannover integriert wurde.
Die „Museumsgesellschaft“ hingegen nahm im Jahr 1900 ihren Sitz im Haus Theaterstraße 14, auch Langesche Stiftung genannt, in einer von dem Architekten Albrecht Haupt luxuriös ausgestalteten Etage. Die Museumsgesellschaft wurde 1967 aufgelöst.

## Persönlichkeiten
Bekannte Mitglieder waren
- der Mitgründer Georg Friedrich Brandes[1]
- der Bibliothekar der Societätsgesellschaft Heinrich Schlette[5]

## Archivalien
Archivalien von und über die Große Lesegesellschaft beziehungsweise die Museumsgesellschaft finden sich beispielsweise
- im Niedersächsischen Landesarchiv (Standort Hannover)
  - als Akte für die Laufzeit von 1888 bis 1967 mit dem Titel Museumsgesellschaft in Hannover. Darin finden sich unter anderem die Verleihung des Status einer juristischen Person, die Vereinsstatuten von 1889 und 1900, Mitgliederverzeichnisse, Aufzeichnungen über Zerstörungen und Verluste im Zweiten Weltkrieg; Vermögensangelegenheiten und Nachweise über die Auflösung 1967. Archivsignatur NLA HA Nds. 120 Hannover Acc. 46/74 Nr. 16/1[4]
  - Mitgliederverzeichnisse für die Laufzeit von 1928 bis 1944, Archivsignatur NLA HA Nds. 120 Hannover Acc. 46/74 Nr. 16/2[6]
  - Akte mit unter anderem Abrechnungen für die Laufzeit 1943 bis 1961, Archivsignatur  NLA HA Nds. 120 Hannover Acc. 46/74 Nr. 16/3[7]